# 2264 Sabrina
2264 Sabrina је астероид главног астероидног појаса са пречником од приближно 27,52 .
Афел астероида је на удаљености од 3,665 астрономских јединица (АЈ) од Сунца, а перихел на 2,597 АЈ.
Ексцентрицитет орбите износи 0,170, инклинација (нагиб) орбите у односу на раван еклиптике 0,151 степени, а орбитални период износи 2023,723 дана (5,540 година).
Апсолутна магнитуда астероида је 10,50 а геометријски албедо 0,147.
Астероид је откривен 16. децембра 1979. године.